# Michael Leydel
Michael Leydel (* 29. Januar 1749 in Poppelsdorf bei Bonn; † 4. Januar 1782 in Krefeld) war ein deutscher Architekt des Rokoko und Klassizismus.

## Leben
Leydel wuchs als zweitältester Sohn des Baumeisters Johann Georg Leydel und dessen Frau Elisabeth Anna, geborene Schröder, mit acht Geschwistern in Poppelsdorf bei Bonn auf. Wie sein älterer Bruder Martin und sein jüngerer Bruder Georg Peter wurde er von seinem Vater zu einem Architekten ausgebildet. Zuletzt lebte und arbeitete er in Krefeld und war dort ein führender Architekt.

## Bauten (Auswahl)
- 1766: Haus Floh, Krefeld
- 1770er Jahre: Komödienhaus, Lutherische-Kirch-Straße, Krefeld[1]
- 1776: Jörgensches Haus, Krefeld
- ≈1776: Haus zum Morian, Mülheimer Freiheit 117, Mülheim am Rhein[2]
- ≈1777–1781: Maison de plaisance, Jagd- und Sommersitz der Familie von der Leyen[3]
- 1778: Haus von Stechow, Lutherische-Kirch-Straße 57, Krefeld
- 1778: Postamt Krefeld[4]
- ≈1780: Wohnhaus, Mülheimer Freiheit 119, Mülheim am Rhein
- ≈1780: Umbau, Sternengasse 1, Köln
- ≈1780: Haus zum Hoevel, Große Budengasse 8, Köln[5]